# 河北科技工程职业技术大学
38°53′13.57″N 115°29′21.68″E / 38.8871028°N 115.4893556°E
河北科技工程职业技术大学，是位于河北省邢台市的一所公办本科层次职业学校。

## 历史

### 邢职院时期
1979年邢台农业机械学校建校，归中华人民共和国农业机械部领导。1982年10月，农机部撤销，学校更名为机械工业部机械工业学校，归中华人民共和国机械工业部领导。1983年，改为军事院校，更名为中国人民解放军军需工业学校，归中国人民解放军总后勤部领导。1991年6月，经原国家教委和解放军总后勤部联合批准，以军需工业学校为依托建立邢台高等职业技术学校，为中华人民共和国全国首批独立设置的两所高等职业技术学校之一。
1994年7月，经总后批准，军需工业学校升格为大专，更名为中国人民解放军军需工业高等专科学校。1997年3月、9月，经原国家教委、总后勤部分别批准，该校更名为邢台职业技术学院（中国人民解放军军需工业学院）。
2002年7月，该校退出军队序列，下放地方，更名为邢台职业技术学院。

### 华电科院时期
2002年，华北电力大学科技学院成立。该院由华北电力大学与国家电网河北省电力有限公司联合举办。

### 合并转设
2020年12月22日，河北省教育厅发布公示，公布河北省高等学校设置评议委员会评议结果，决定拟同意该校转设为河北理工职业技术大学（暂定名），提交省政府审核后报教育部审批。2020年12月24日，教育部发展规划司发布《关于拟同意设置本科高等学校的公示》，拟定同意华北电力大学科技学院转设为公办职业高等学校河北科技工程职业技术大学。2021年1月25日，经中华人民共和国教育部批准，原由华北电力大学管理的独立学院华北电力大学科技学院脱离该校管理，与高职学校邢台职业技术学院两院合并转设，重新组建为公办本科层次职业学校河北科技工程职业技术大学，由河北省人民政府领导管理。

## 院系设置
| - 电力工程系 - 动力工程系 - 信息工程系 | - 建筑工程系 - 经济管理系 - 基础学科部 |

（专业设置（页面存档备份，存于））